# Le Bel Indifférent (film, 1957)
Pour les articles homonymes, voir Le Bel Indifférent.
Pour plus de détails, voir Fiche technique et Distribution.
Le Bel Indifférent est un court métrage français réalisé par Jacques Demy en 1957.

## Synopsis
Dans une chambre, le monologue d'une femme, folle de jalousie et de colère, face à l'infidélité et l'indifférence de son jeune amant.

## Fiche technique
- Titre : Le Bel Indifférent
- Réalisation : Jacques Demy
- Scénario : Jacques Demy d'après la pièce éponyme de Jean Cocteau
- Décors : Bernard Evein
- Costumes : Jacqueline Moreau
- Photographie : Marcel Fradetal
- Son : Jean-Claude Marchetti
- Musique : Maurice Jarre
- Pays de production :  France
- Langue originale : français
- Société de production : Société Nouvelle Pathé Cinéma
- Format : Couleur - 35 mm - Son mono
- Durée : 29 minutes
- Visa : 19946 (délivré le 31 juillet 1957)
- Date de sortie : 1957

## Distribution
- Jeanne Allard : La femme
- Angelo Bellini : Émile
- Jacques Demy : la voix d'un narrateur
- Georges Rouquier : la voix d'un narrateur